# Velho do saco

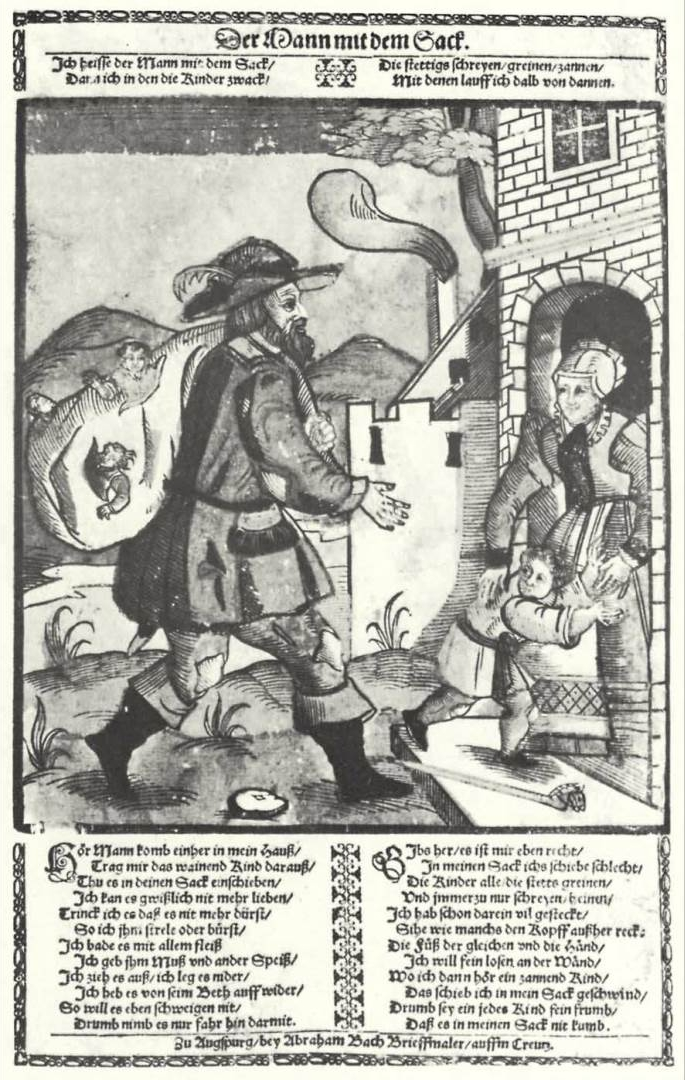
Representação do homem do saco pelo alemão Abraham Bach der Ältere

Velho do saco ou homem do saco é uma figura mitológica semelhante ao bicho-papão, retratado como um homem com um saco nas costas que carrega crianças malcriadas. Variantes dessa figura aparecem em todo o mundo, principalmente em países latinos, como Espanha, Portugal, Brasil e países da América espanhola, onde é conhecido como "hombre do costal", "hombre del saco" e na Europa Oriental. Lendas semelhantes são encontradas no Haiti e em alguns países da Ásia.
Na Espanha, o hombre del saco geralmente é retratado como um velho malvado e impossivelmente feio e magro que come as crianças que se comportam mal. O assassinato do menino Bernardo Gonzalez Parra por Francisco Leona Romero em Gádor em 1910 deu origem a esse termo no país porque os sequestradores usavam um saco de balas para levar com as crianças. No Brasil, o homem do saco é retratado como um homem adulto, alto e imponente, geralmente na forma de um "vagabundo", que carrega um saco nas costas e recolhe crianças desobedientes para fins nefastos. No Chile e na Argentina, particularmente nas zonas sul e austral, é conhecido principalmente como "El Viejo del Saco" ("O velho do saco").